# Neurergus strauchii
Neurergus strauchii är en groddjursart som först beskrevs av Franz Steindachner 1887.  Neurergus strauchii ingår i släktet Neurergus och familjen vattensalamandrar. IUCN kategoriserar arten globalt som sårbar. Inga underarter finns listade i Catalogue of Life.